# Ovivagina
Ovivagina is een geslacht van kevers uit de familie  
kniptorren (Elateridae).
Het geslacht is voor het eerst wetenschappelijk beschreven in 1997 door Zhang.

## Soorten
Het geslacht omvat de volgende soorten:
- Ovivagina immediata Zhang, 1997
- Ovivagina insculpta Zhang, 1997
- Ovivagina longa Zhang, 1997
- Ovivagina prolixa Zhang, 1997
- Ovivagina propinqua Zhang, 1997